# Colgado por ti
Colgado por ti es el tercer y último disco de estudio de la banda de rock vitoriana Cicatriz. Al principio, el álbum fue editado a espaldas del grupo por la compañía "Área Creativa", la cual, tampoco dio nada de dinero a la banda. Este hecho enfureció a Cicatriz y, poco después, el vocalista, Natxo Etxebarrieta, volvió a editar el LP con su sello "Zika Records", con otra portada y con dos canciones más, "Aprieta el Gatillo" e "Instrumental".
En este trabajo, el cuarteto se introduce de lleno en el heavy metal; "Vicio en el Servicio" incluso podría definirse como thrash metal. "Aprieta el Gatillo" es una regrabación de la canción "Enemigo Publico", aparecida originalmente en el disco compartido Kortatu, Cicatriz, Jotakie y Kontuz Hi! (y en lanzamientos posteriores a la edición original de Inadaptados). En esta ocasión, el cuarteto reinterpreta el tema con arreglos más cuidados y un sonido más pesado.

## Lista de canciones
1. Colgado por ti. (Música:Pedro y Goar, Letra: Eguizabal)
2. Hipocresía. (Música: Goar, letra: Pedro)
3. Hay que joderse "que bien se está tumbao". (Música:Goar, letra: Eguizabal)
4. Vicio en el servicio. (Música: Goar, letra: Natxo)
5. No me jodas más. (Música: Goar, Pedro y Pakito, letra: Goar)
6. Mujer de frío metal. (Música: Goar, Pedro y Pakito, letra: Eguizabal)
7. Wendy. (Música: Goar, Pedro y Pakito, letra: Goar)
8. Guerra en Colombia. (Música: Goar, letra: Natxo)
9. Busco una razón. (Música: Goar, letra: Pedro y Pakito)
10. Estoy quemado. (Música: Goar, Pedro y Pakito, letra: Goar y Natxo)
11. Mejor dos. (Música: Goar, Pedro y Pakito, letra: Natxo)
12. Pacto con el diablo. (Música Goar, letra: Pakito)
13. Instrumental. (Goar y Pedro)
14. Aprieta el gatillo. (Música: Cicatriz, letra: Eguizabal)

## Personal
- Natxo Etxebarrieta: Voz
- Goar Iñurrieta: Guitarra y producción
- Pedro Landatxe: Batería, coros y producción
- Pakito Rodrigo: Bajo y coros

- Kaki Arkarazo: Producción e ingeniero de sonido
- Jesus Suinaga: Técnico asistente